# レイナ・コーポレーション
レイナ・コーポレーションは、日本の女子プロレス団体「REINA女子プロレス（レイナじょしプロレス）」を運営している会社。「レイナ」はスペイン語で「女王」。

## 特徴
1983年、玉城杏経がコンサルタント業を営む会社を設立して海外から芸能人を派遣する事業などを行っている。
大きな特色として他の女子プロレス団体よりも外国人選手が多く参加していることが挙げられる。「日本 vs 外国」を興行の軸としてメキシコのCMLLから若手選手が3ヶ月単位で継続参戦する他に単発でCMLLからスター選手やアメリカ、カナダ、オーストラリア、ニュージーランドからも多くの選手が来日してREINAに参戦しており過去に来日歴のある選手のみならずREINAが初来日となった選手も少なくない。
他団体の選手も広く門戸を開けて積極的に参戦させている。CMLLのタイトルマッチが日本で開かれる他にCMLLとの合同で王座を設立。さらに在日メキシコ人協会の協力も受けており試合会場にはメキシコ人の観客が多いことでも知られている。
プロレス事業に加えて芸能部も手掛けてタレントとマネジメント契約を結んで舞台の製作も行っている。

## 概要

### 第1次REINA女子プロレス
2011年1月23日、KELフットサル場で女子プロレスプロモーション「REINA女子プロレス（レイナじょしプロレス）」のプレ旗揚げ戦を開催。「会いに行く劇場型エンターテイメント」を旗印に東部フレンドホールを拠点として原則月1回定期興行を開催する他に首都圏を中心に展開。設立当初は所属選手は持たずフリー、他団体から若手、中堅、ベテラン問わず多くの選手が参戦。時折、ミゼットプロレスや男子選手の試合も組まれていた堀田祐美子を興行の軸としたり新人選手を募集するなど団体化を目指していた。4月2日、堀田を始めとする4人と所属契約を交わして団体化。また、CMLLとの業務提携を発表。4月23日、千葉に道場「Studio PeLEA」を設立。5月8日、新宿FACEで旗揚げ戦を開催。11月、株主総会で代表の玉城杏経が元FIGHTING TV サムライの小林立志を新代表に任命。専務取締役に堀田、取締役に上林愛貴、海外渉外担当役員に玉城が就任。12月、KAIENTAI DOJOと協力関係を結んで道場兼試合会場「REINAアリーナ」を運営。
2012年5月13日、堀田が「REINAは解散します」の言葉と共に退団することを発表。5月16日、残る3人の退団も発表されて約1年の活動に終止符を打つことを発表。

### REINA×WORLD
2012年5月24日、所属選手が全員退団したことにより女子プロレス団体から女子プロレスプロモーションに転換してREINA×WORLD（レイナ×ワールド）として再出発することを発表。これにより代表も畠山秀昭に交代。CMLLとの業務提携を継続しつつ北米マットとの友好関係、K-DOJOの協力で男子選手との交流も深めて活動する。一方、元所属選手の上林愛貴と石橋葵はREINA入団予定であったミア・イム、それにREINAの興行に参戦していたK-DOJO所属男子選手のヒロ・トウナイ、梶トマトとユニット「世界プロレス協会」を結成してREINA及びK-DOJOを主戦場として活動する。REINAの興行は世界プロレス協会のメンバー及びK-DOJO所属男子選手を始め引き続きCMLLなどの外国人選手、JWP女子プロレスやアイスリボンなどの国内選手を集めて月1回程度の興行を開催している。

### REINAワールド女子プロレス
2012年10月6日、アメリカのドゥ・バーン・アリーナでRCWの協力の下で女子プロレス団体「REINAワールド女子プロレス（レイナワールドじょしプロレス）」の旗揚げ戦を開催。直前にミア・イムが会社と契約を締結して年内は日本で活動することを発表。所属選手は世界プロレス協会の女子選手が中心となり加えて元総合格闘家でプロレスラーとして試合をしていた羽柴まゆみと契約して年内の再デビューを目指すことになった。
2013年2月1日、女子プロレスプロモーションに転換して会社名をレイナ・コーポレーションに変更。

### 第2次REINA女子プロレス
3月、プロモーション名をREINA女子プロレスに改称すると同時に所属選手が世界プロレス協会のメンバーとして活動することを発表。

### WNC-REINA
11月18日、WNCとREINAが業務提携を結んでWNC-REINA（ダブリュー・エヌ・シー-レイナ）として女子プロレス団体化。WNCのTAJIRIをプロデューサーに迎えて両団体は事実上の統合。以降は事実上のWNC女子部となる。

### 第3次REINA女子プロレス
2014年6月26日、新宿FACE大会を最後にWNCは事実上の活動停止になるがWNC所属女子選手はREINAに移籍と同時に団体名をREINA女子プロレスに改称。7月以降に予定されていたWNCの興行は全てREINAの興行となる（後楽園ホール2大会含まれるがWNC大阪大会やREINA埼玉進修館大会など一部試合会場は中止）。
2018年3月10日、新木場1stRING大会を最後に活動休止。

### 第4次REINA女子プロレス
2018年7月29日、東部フレンドホールでREINA×名古屋ドリームガールズとして復活興行を開催。
2019年1月27日、新木場1stRINGで活動休止後初の単独興行を開催。

## 歴史

### 2011年
- 1月23日、KELフットサル場で女子プロレスプロモーション「REINA女子プロレス」のプレ旗揚げ戦を開催。
- 4月2日、団体化と同時にCMLLと業務提携を結んだことを発表。
- 4月3日、神栖で団体化発表後最初の大会。
- 4月23日、千葉市内で道場開き[13]。
- 4月24日、新座で団体化前最後の大会。
- 5月8日、新宿FACEで旗揚げ戦を開催。CMLLからアマポラ、マルセラ、セウシス、エストレージャ・マヒカ、シルエタ、下田美馬の6選手、さらに国内外フリー、他団体選手も参戦。メインではアマポラ（王者）vsマルセラ（挑戦者）のCMLL世界女子選手権が行われた（同選手権試合の日本開催は14年ぶりであり、CMLL女子部所属選手同士の試合としては初開催）。
- 6月16日、川野夏実が退団。
- 7月8日、CMLL-REINAインターナショナルジュニア王座を発表。
- 7月18日、沙耶が入団。
- 8月27日、REINA11にてミア・イムのトライアウトが終了して大学卒業後の入団決定[14]。
- 9月10日、Rayが初代CMLL-REINAインターナショナルジュニア王座獲得。
- 9月13日、REINA世界タッグ王座を発表。
- 9月24日、ラ・コマンダンテ&セウシスが初代REINA世界タッグ王座獲得。
- 9月25日、初の大阪大会を大阪ミナミ ムーブ・オン アリーナで開催。
- 10月15日、JWP女子プロレスが主催する新人王戦「蒼星杯」の公式戦を開催。
- 10月27日、センダイガールズプロレスリング主催・女子プロレス団体対抗Flashトーナメントに出場。
- 11月5日、ラジオ日本杯REINA世界女子王座を発表。
- 11月23日、堀田祐美子が初代ラジオ日本杯REINA世界女子王座を獲得。
- 12月1日、KAIENTAI DOJOより千葉Blue Fieldの営業権譲渡を受け、本社及び道場を移転。10日に同団体との協力体制締結とともに発表。

### 2012年
- 1月3日、旧千葉Blue FieldでのK-DOJO大会に試合提供するとともに新アリーナ名「REINAアリーナ」を発表。
- 2月12日、初となるREINAアリーナでの自主興行。当初はラジアントホールでの開催を予定していたが、会場の都合により変更された。
- 5月13日、初の後楽園ホール大会を開催（観衆800名）。メインでは堀田祐美子VSラ・コマンダンテの髪切りマッチが組まれ、堀田は勝利したが、この大会を最後に退団。
- 5月16日、REINA女子プロレスの解散及び所属選手（堀田、上林、石橋、沙耶）の退団を発表。
- 5月24日、所属選手が全員退団したことにより女子プロレス団体から女子プロレスプロモーションに転換してREINA×WORLDとして再出発することを発表。
- 6月9日、REINA×WORLD興行第1弾を開催[15]。
- 6月24日、REINA×WORLDとして初のREINAアリーナ大会を開催。
- 7月29日、K-DOJOとのコラボ興行「REINA K-WORLD」をREINAアリーナで開催。
- 8月1日、K-DOJO事務局がレイナ・コーポレーション内に置かれる。また、K-DOJOと合同で女子練習生を募集。
- 8月26日、初代CMLL-REINAインターナショナル王座決定トーナメント開催。
- 10月6日、アメリカのドゥ・バーン・アリーナでRCWの協力の下で女子プロレス団体「REINAワールド女子プロレス」の旗揚げ戦を開催。
- 10月28日、REINA×WORLD旗揚げ後初の国内興行をREINAアリーナで開催（当初は新宿FACEを予定していたが、会場変更）。
- 12月23日、REINA×WORLDとして初の東部フレンドホール大会を開催（観衆160名）。当初12月24日夜に後楽園ホール大会を開催する予定であったが中止（後楽園は代わりにスターダムが開催）。この大会では羽柴まゆみ再デビュー戦、石橋葵復帰戦、K-DOJOからの提供試合などが組まれた。

### 2013年
- 1月4日、新春興行をREINAアリーナで開催。K-DOJO代表のTAKAみちのくが初参戦する一方、ミア・イムはこれを以って一時帰国。
- 1月27日、K-DOJOとのコラボ興行「REINA K-MIX」をREINAアリーナで開催。
- 2月1日、女子プロレスプロモーションに転換して会社名をレイナ・コーポレーションに変更。
- 2月23日、ご当地アイドルグループ「えどKB」とのコラボで東部フレンドホール大会開催。REINA×WORLDとしては最後の大会となった。
- 3月、プロモーション名をREINA女子プロレスに改称すると同時に所属選手が世界プロレス協会のメンバーとして活動することを発表
- 4月1日、REINAアリーナの営業権を株式会社クリエイティブ・アドバンスに譲渡（Blue Fieldに改称）、同時に本社も千葉市緑区に移転。
- 4月6日、REINA女子プロレス第1回の興行を東部フレンドホールで開催。
- 5月27日、アイスリボンに定着していたREINA世界女子タッグ王座が返上される[16]。
- 7月1日、坂井永年がコミッショナー就任。マイティー・メル、トニー・ストームと継続参戦契約。
- 10月14日、WNCとのコラボ興行をラジアントホールで開催。
- 10月18日、フィリピンプロジェクトを発表。内容はフィリピンレスリング協会全面協力の下で女子プロレスラーを育成するとともに女子プロレス興行も開催する予定。
- 11月1日、この日付でWNCの朱里と2重契約[1][17]。
- 11月18日、WNCとREINAが業務提携を結んでWNC-REINA（ダブリュー・エヌ・シー-レイナ）として女子プロレス団体化[1]。WNCのTAJIRIをプロデューサーに迎えて両団体は事実上の統合。以降は事実上のWNC女子部となる。

### 2014年
- 1月9日、WNC所属の女子選手（朱里、真琴、小林香萌、日向小陽）が、WNC-REINA所属となる（リン・パイロンのみ拒否されたため、1月30日のWNC新宿大会の結果次第で可否を決める）。
- 1月19日、新木場1stRINGにて3周年記念大会「RR新春 プロレス祭り〜覆面増殖大作戦〜produced by Ray」を開催（裏の後楽園ホールではCMLLと新日本プロレスの合同興行「NJPW PRESENTS CMLL FANTASTICA MANIA 2014」が開催）。
- 1月25日、初のフィリピン大会を開催。
- 2月16日、「REINA女子プロレス」旗揚げ戦を新木場1stRINGにて開催（観衆242人[18]）。メインでは朱里がシルエタ相手に三冠防衛戦を行い勝利。
- 4月9日から13日、舞台「フィリピン人の父に投げっぱなしジャーマン」開演。
- 4月27日、新木場1stRING大会で「REINA世界タッグ新王者決定トーナメント」を開催（観衆250人[19]）。真琴&小林香萌組が新タッグ王座を獲得。
- 6月26日、新宿FACE大会を最後にWNCは事実上の活動停止になるがWNC所属女子選手はREINAに移籍と同時に団体名をREINA女子プロレスに改称。7月以降に予定されていたWNCの興行は全てREINAの興行となる（後楽園ホール2大会含まれるがWNC大阪大会やREINA埼玉進修館大会など一部試合会場は中止）。
- 6月29日、日向小陽が退団。
- 7月5日、「私立・プロレス学園大会～ひと夏のアバンチュール」を西調布アリーナにて開催[20]（観衆52人[21]）。
- 7月21日、横浜大会を開催[22]（観衆121人[23]）昼開催のアイスリボンからも多数参戦。
- 7月31日、新宿大会開催（観衆222人[24]）。堀田祐美子&ラ・コマンダンテ組のタッグ王座にRay&真琴が挑戦するが、ソフト今井の堀田組寄りレフェリングによるアシストで防衛。亜利弥’は引退を控えた同期の阿部幸江とトークバトル。
- 8月8日から30日、「CMLL-REINA FIESTA2014」を以下の日程及び会場で開催[25]。
  - 8日、レッスル武闘館。成宮真希がシルエタを降してCMLL-REINAジュニア王座を奪取[26]
  - 10日、新宿FACE（観衆180人[27]）。元WNCの華名が初参戦で朱里&真琴組と対峙[28]。エストレジータがラ・コマンダンテ相手にナショナル王座防衛。
  - 20日、新木場1stRING（観衆140人[29]）。
  - 30日、後楽園ホール（観衆685人[30]）。REINA名義の後楽園大会は2年ぶり2回目。メインでCMLL女子世界選手権が行われ、マルセラが初挑戦の朱里を退け防衛。エンディングで華名のコンサルタント就任が発表された。
- 9月16日、この日付けで小林香萌が退団して、ASUKa PROJECTとプロレスリングWAVE兼任として移籍。
- 9月30日、新木場1stRING大会を開催（観衆180人[31]）。メインで「WNC女子王座封印封印マッチ」として朱里vs真琴が行われ、勝利した朱里により封印された。セミでは華名vs加藤悠の「60秒1本勝負」の異例となる試合が組まれるが、華名が終了間際の59.2秒で勝利。
- 10月9日、新木場1stRING大会を開催（観衆120人[32]）。メインでは「ニュービギニング・タッグマッチ」として朱里&真琴 VS 木村響子&米山香織が行われ、朱里と木村の大打撃戦の末、朱里がバズソーキックで勝利。また、ソフト今井は査定マッチ（須佐えり VS アレックス・リー）として組まれたが、REINA追放が決まる。
- 10月30日、朱里自主興行「朱里まつり」を新宿FACE開催[33]（観衆405人[34]）。大会名誉顧問に『秘密戦隊ゴレンジャー』のモモレンジャー役で知られた小牧りさが就任。朱里はメインで越中詩郎と組み、木村響子&望月成晃組とミックスドタッグで対戦するが、スリーパーホールドでギブアップしてしまう。
- 11月20日、新木場1stRINGで1DAYタッグトーナメント開催。華名&中島安里紗が王座獲得。
- 12月12日、新木場1stRINGでCMLL世界女子王座戦を行い、朱里がCMLL王座奪取。フリーになったばかりの花月が参戦表明。今大会より天ぷらの「天國」と「鎌倉ハム」がスポンサーにつき勝利者賞が提供される。
- 12月26日、後楽園ホール大会を開催[35]（観衆731人[36]）。リン・バイロンとの一騎討ちで敗れた真琴が華名軍へ。華名はメインで朱里からREINA王座奪取に成功。エンディングで志田光が突如現れ朱里と結託。

### 2015年
- レイナ・コーポレーション芸能部がレイナ・プロモーションとして独立。代表に玉城が就任。
- 4月1日、成宮真希が所属になる。
- 5月5日、ラジアントホールにて6団体合同の「横浜プロレス祭り」を開催。

### 2016年
- 1月31日、板橋大会で結奈、茉莉がデビュー。
- 3月25日、後楽園ホール大会で成宮が引退[37]。朱里が退団。
- 8月14日、新木場1stRING大会で小波が無期限休業に入ることと同時に契約を解除[38]。
- 10月28日、後楽園ホール大会で泰里、花澄、チェスカがデビュー[39]。

### 2017年
- 1月11日、花澄が膠原病と診断され長期欠場に入る[40]。
- 5月18日、結奈が休業することを発表[41]。

### 2018年
- 3月10日、新木場1stRING大会を最後に活動休止。
- 7月29日、東部フレンドホールでREINA×名古屋ドリームガールズとして復活興行を開催。

### 2019年
- 1月27日、新木場1stRINGで活動休止後初の単独興行を開催。

## タイトル
- REINA世界王座
- REINA世界タッグ王座
- CMLL-REINAインターナショナル王座
- CMLL-REINAインターナショナルジュニア王座
- TLWインターナショナル女子王座

## 最終所属選手
- 結奈

## スタッフ

### レフェリー
- ソフト今井
- 玉川勝巳（玉川プロレスリング）

### リングアナウンサー
- 富山智帆（レイナ・プロモーション）

## 歴代所属選手
- 川野夏実
- 堀田祐美子
- 上林愛貴（現：ミス・モンゴル）
- 石橋葵
- 羽柴まゆみ
- 沙耶
- 小林香萌
- 日向小陽
- レイナ・イシス
- 朱里
- 成宮真希
- 小波
- シルエタ（CMLL兼任所属）
- チェスカ
- 真琴
- 茉莉（アストアクション、江戸隠密武蔵一族兼任所属）
- 花澄
- 杏夏
- 沙恵
- 泰里

## 舞台
- フィリピン人の父に投げっぱなしジャーマン（2014年4月9日 - 4月13日）（戸野廣浩司記念劇場）
- 脚本 : MARU
- 出演 : 朱里、床田菜摘、富山智帆